# Vlastimirovići
Vlastimirovići su bili prva poznata dinastija srednjovjekovne srpske države. Mitološkog su podrijetla, od vladara koji su Srbe navodno predvodili još prije doseljavanja Slavena u jugoistočnu Europu. Vladali su Srbijom vjerojatno od prve polovice 7. stoljeća, do sredine 10. stoljeća, kada nestaju u vrijeme bizantske rekonkviste Balkana. 

## Ime
Srpski povjesničari vladarskoj obitelji Vlastimirovića nadjenuli su ime po knezu Vlastimiru, njenom značajnom predstavniku, za kojeg postoje konkretni povijesni podaci. Drugi naziv, Višeslavići, nadjenut je po prvom poznatom članu dinastije Višeslavu no, vrlo rijetko je u uporabi. 

## Podrijetlo
Vlastimirovići, odnosno Višeslavići, po legendarnoj pripovijesti koju prenosi DAI, vuku podrijetlo od nekog nepoznatog kneza (ustaljeni prijevod titule koja se nalazi u izvorima, arhont) koji je doveo tzv. Bijele Srbe na Balkanski poluotok.

## Prvi vladari
Neimenovani arhont koji je preselio srpsko pleme u nove zemlje na jugu vladao je do svoje smrti, a umro je prije dolaska Bugara na Balkan, dakle prije 680. godine. Prema jedinom dostupnom pripovjednom povijesnom izvoru, prvog srpskog vladara naslijedio je njegov sin, koga je opet pak naslijedio njegov sin, odnosno unuk prvog kneza. Obojica su, isto kao i prvi vladar Srbije, nepoznati.
Dinastički redoslijed nasljeđivanja nastavio se prenošenjem vlasti s oca na sina; sin i nasljednik trećega po redu srpskoga vladara Višeslav prvi je čije ime poznato. Višeslava je po dotadašnjem principu naslijedio Radoslav, a njega pak Prosigoj. Međutim, gotovo ništa se ne zna o detaljima njihove vladavine. Svakako se u njihovu vladavinu datira pripovijest iz Anala samostana Lorš iz početka 9. stoljeća, poznatijim kao Veliki anali Franačkog kraljevstva o bijegu panonskog kneza Ljudevita Posavskoga, koji je, kako tvrde srpski povjesničari, poslije tri godine pružanja otpora nadolazećim Francima pobjegao iz Siska k Srbima. No, hrvatska povjesničarka Nada Klaić dokazuje kako nisu u pitanju Srbi, već grad Srb u Hrvatskoj (Klaić, N., Povijest Hrvata u ranom srednjem vijeku, Školska knjiga, Zagreb 1975, 211, nap. 115.).
Tu je na prijevaru Ljudevit ubio nekog lokalnog župana (u izvoru jednog od duces) koji mu je pružio azil i za kratak vremenski period ga i smijenio s vlasti, međutim vrlo brzo je prešao u Primorsku Hrvatsku. 
Povijesna vrela gotovo da šute o prvim Vlastimirovićima, te je praktički nemoguće ucrtati granice zemalja kojima su oni vladali, no u istom izvoru koji prenosi avanturu hrvatskoga kneza Ljudevita, piše da: 
Citat se odnosi na oblasti antičke Dalmacije, koja je obuhvaćala velike prostore, sve do rijeke Save na sjeveru duboko u unutrašnjosti kontinenta i Ibra na istoku.

## Popis[4]
- Nepoznat (???-prije 680. godine)
- Nepoznat
- Nepoznat
- Višeslav
- Radoslav
- Prosigoj
- Vlastimir (sredina 9. st., zasigurno vladao u vremenu od 836. – 852.)
- Mutimir (druga polovica 9. st. - 891./2. god.)
- Pribislav (891./2. – 892./3.)
- Petar (892./3. – 917.)
- Pavle (917. – 920.)
- Zaharija (920. – 924.)
- Časlav (poslije 927. godine - sredina 10. st.)

### Tradicija
Nema mnogo pripovjednih povijesnih vrela koji pružaju podatke o Vlastimirovićima ili bar posredno pomažu rekonstrukciji pojedinih povijesnih činjenica. Gotovo sva saznanja o njima oslanjaju se na djelo bizantskoga cara-kroničara Konstantina VII. Porfirogeneta iz makedonske dinastije O upravljanju Carstvom, možda znatno poznatiji kao De Administrando Imperio (sačuvan kroz nekoliko prijepisa, najstariji je iz 11. stoljeća). DAI ostaje jedini povijesni izvor koji redom imenuje članove dinastije Vlastimirovića. 
Par podataka za najupitniji, najraniji period, može se indirektno izvući iz Velikih franačkih anala napisanih krajem 8. i početkom 9. stoljeća. 

### Ostaci
Prednemanjićka Srbija još uvijek predstavlja veliku nepoznanicu, zato što je broj materijalnih ostataka vrlo oskudan, ili se i dalje dovodi u pitanje. Značajan pomak napravljen je nedavnim otkrićem pečata iz 9. stoljeća koji je navodno pripadao Strojimiru, sinu kneza Vlastimira. 
Od stranih materijalnih izvora, najpoznatije je pismo pape Ivana VIII. iz druge polovice 9. st. u kojem on poziva kneza Mutimira da Crkvu u svojoj državi podredi panonskoj dijecezi, u kojoj je Metod bio predvodio slavensku misiju.